# Château de Cipières
Le château de Lacypières (ou château de Lacypierre ou Lacipières) est un château français implanté sur la commune de Saint-Crépin-et-Carlucet dans le département de la Dordogne, en région Nouvelle-Aquitaine.
Il est inscrit au titre des monuments historiques.

## Présentation
Le château de Lacypières est situé en Périgord noir, à Saint-Crépin sur le territoire de la commune de Saint-Crépin-et-Carlucet, près de l'église Saint-Crépin. Il peut se visiter de Pâques à Toussaint bien qu'il s'agisse d'un château privé habité.

## Historique
Le château se trouve à proximité de terrasses qui ont pu fournir un abri sous roche au Paléolithique.
Au Moyen Âge une première construction fortifiée a été élevée. Un chevalier de Ferrières occupait le site de Lacypierre qui assurait une protection avancée de Sarlat. La famille de Ferrières étaient des chevaliers vassaux des barons de Salignac. On attribue à Guilhem de Ferrières la construction du repaire avant la fin de la guerre de Cent Ans.
Le château est cédé à la fin du XVIe siècle à la famille Bénié de Lacypierre, originaire de Salignac et établie à Sarlat où ils occupent des postes dans la magistrature royale depuis le XVIe siècle et d'officiers dans les armées du roi.
L'édifice a été reconstruit après les dommages subis lors de la guerre de Cent Ans suivant un plan de manoir rural barlong avec une tour escalier polygonale. Un des angles est renforcé par une tour carrée qui ressemble plus à un pigeonnier qu'à une tour de défense et a servi de tour de justice.
Le château couvert de lauzes est agrandi au XVIIe siècle. Il est orné d'un cadran solaire et on construit des fenêtres à meneaux. En 1605, le maçon du village y reconstruit une cheminée.
En 1789, le propriétaire est Guillaume Bénié. Il est capitaine de cavalerie et grenadier des gardes du corps dans la compagnie de Noailles. Il émigre avec l'armée de Condé. Comme bien d'émigré, le château est mis sous séquestre. Ses sœurs, Anne et Marie, font opposition et demandent leurs parts d'héritage. Elles finissent par gagner car le château leur est restitué le 26 messidor an IV.
Au milieu du XIXe siècle, la famille Malbec achète les terres et le château de Lacypierre. Des métayers sont logés dans le château qui alors va commencer à se dégrader. 
En 1968, monsieur et madame Lebon rachètent le château et entreprennent de le restaurer.
Le château fait l'objet d'une inscription au titre des monuments historiques depuis le 5 octobre 1946.

## Cinéma
Ridley Scott y a tourné quelques intérieurs de son premier film Les Duellistes.